# Aartsbisdom Laodicea in Syria

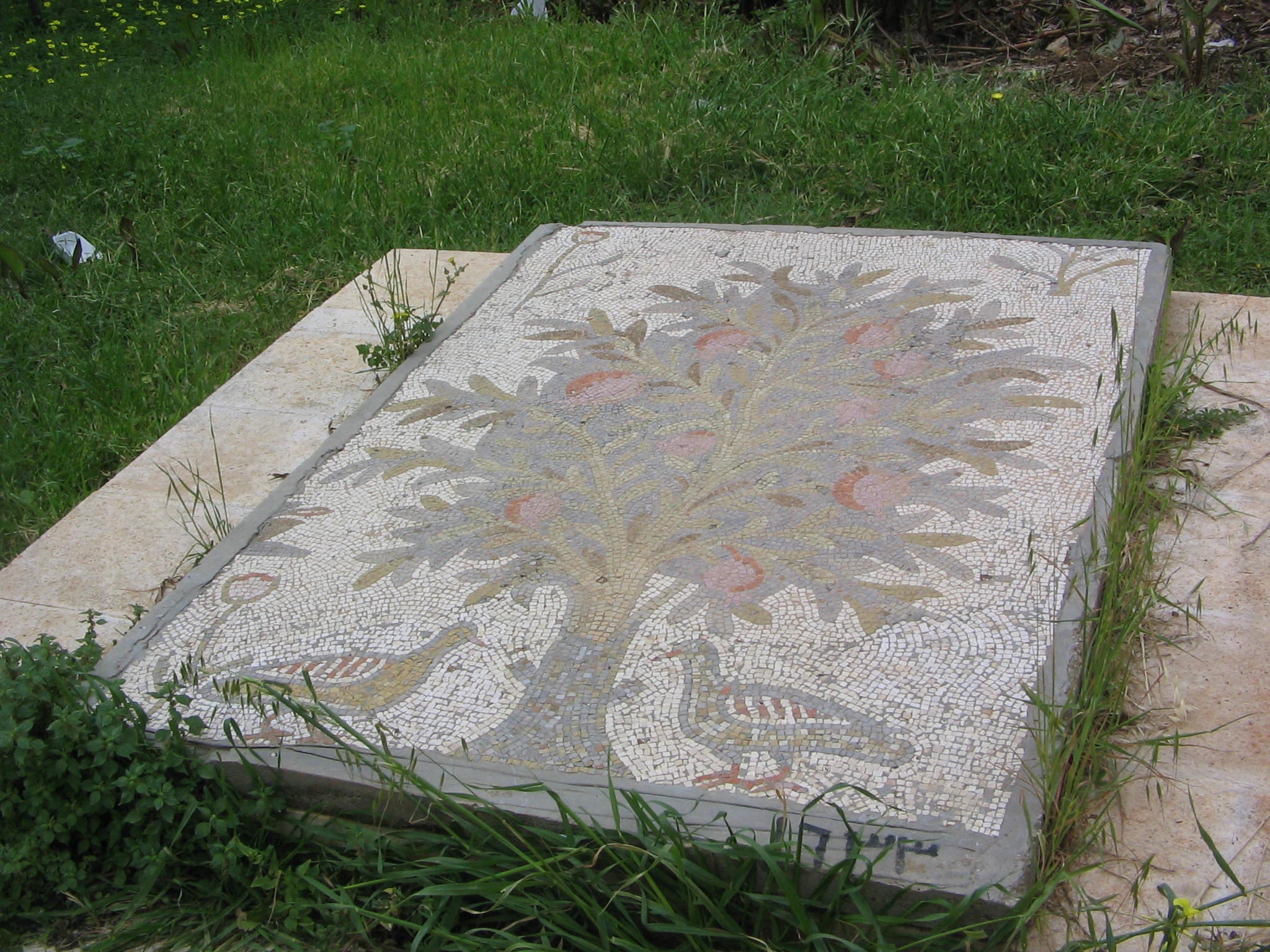
Romeinse mozaïek van Laodicea die de aardbevingen overleefde

Het aartsbisdom Laodicea in Syria (Latijn: Archidioecesis Laodicensis in Syria), ook genoemd Laodicea ad Mare, is een voormalig aartsbisdom (4e – 5e eeuw) in het Oost-Romeinse Rijk en voormalig aartsbisdom (5e - 12e eeuw) in het Byzantijnse Rijk en het kalifaat van de Abbasiden. De bisschopszetel was de gelijknamige stad bekend onder haar huidige naam Latakia. Latakia ligt in Syrië en is altijd al een belangrijke havenstad geweest aan de Middellandse Zee. 
Het aartsbisdom is een titulair Rooms aartsbisdom.

## Historiek
Een van de eerste bisschoppen van Laodicea was Anatolios van Alexandrië (bisschop AD 268-283). In die tijd behoorde het bisdom Laodicea nog tot het patriarchaat (en aartsbisdom) Antiochië. Het aartsbisdom Laodicea werd gesticht door de kerkenpolitiek van de Romeinse keizer Constantijn I. Voordien kende de havenstad al een relevante christelijke naast een belangrijke Joodse gemeenschap. Een bekende bisschop was Apollinarius van Laodicea. Hij moest aftreden omwille van een veroordeling van ketterij.
Tijdens het bestuur van keizer Justinianus I werd Laodicea een aartsbisdom. Dit had te maken met de rivaliteit tussen Laodicea en Antiochië. Het grondgebied van de Romeinse provincia Syria Prima, deelprovincie van Syria, werd de kerkprovincie Laodicea. De kerkprovincie strekte zich uit van het nabije bisdom Gabala in Syria tot aan de stadspoorten van Antiochië. Keizer Justianus I veranderde de naam van de provincie Syria Prima in Theodoriade, als aandenken aan zijn echtgenote Theodora. De religieuze rol van Laodicea nam toe tijdens Byzantijns bestuur, doch dit gold ook voor haar politiek en economisch belang als metropool van de provincie Theodoriade. 
Het aartsbisdom speelde nog een zekere religieuze rol na de verovering van de streek door de Arabieren en de dynastie van de Abbasiden.
Van de 12e tot de 13e eeuw was het aartsbisdom Laodicea een Latijns aartsbisdom als gevolg van de kruistochten. De kruisvaarders uit West-Europa gebruikten de haven van Laodicea, te beginnen met Godfried van Bouillon. Het aartsbisdom maakte deel uit van het Westers vorstendom Antiochië. Meerdere Roomse aartsbisschoppen bezetten de bisschopszetel en de Latijnse ritus werd ingevoerd ten nadele van de Griekse ritus. Er heerst onduidelijkheid over de namen van de Latijnse aartsbisschoppen omdat de vier Griekse steden met de naam Laodicea verward werden in het Westen.
Nadien, vanaf de 14e eeuw, werd het aartsbisdom Laodicea een titulair aartsbisdom van de Rooms-katholieke kerk. De titel wordt vaak aan pauselijke diplomaten verleend. Vele gebouwen in Latakia werden vernietigd door de aardbevingen in de jaren 1796-1822.